# رمسيس التاسع
رمسيس التاسع حكم ثمانية عشر سنة مكنته من القيام بعدة مبادرات. فلقد تم العثور على أسمه في عمارة الشرقية وفي فلسطين وفي واحة دخله وفي......لقد قام بتشييد عدد من المعالم الهامة بهيليوبوليس. عرفت فترة نهاية حكمه بسرقة المقابر الملكية وبعض المقابر الخاصة.
لقد حاولت السلطات إنقاذ المومياء حيث تم تحويلها وتجميعها وإخفائها. لقد قام كبير الكهنة هيريهور بنقل مومياء رمسيس الثاني إلى مقبرة ستي الأول. ثم قام بعد ذلك بندجام بتحويلها إلى مخبأ الدير البحري مع مومياء ستي الأول في مخبأ أُعد خصيصا في مقبرة زوجة أحمس الأول، انحابي، الذي قام بتوسيعه. قام بوضع أربعون تابوتا تابعا للملوك أو لكبار الكهنة بين فترة الأسرة السابعة عشر والأسرة الواحدة والعشرون.